# Red Feather Lakes
Red Feather Lakes – jednostka osadnicza w Stanach Zjednoczonych, w stanie Kolorado, w hrabstwie Larimer.